# Premis Gaudí de 2025
La dissetena edició dels Premis Gaudí es van celebrar el 18 de gener del 2025 al Centre de Convencions Internacional de Barcelona.
La primera ronda va incloure un total de 71 produccions catalanes, de les quals en sortiran elegides les pel·lícules nominades als premis de l'Acadèmia del Cinema Català de 2025. A la llista hi constaren 29 llargmetratges de ficció, dels quals 11 foren en català i 23 en altres llengües. La llista quedà completada amb 8 documentals, 4 films d'animació i 11 curtmetratges.
El palmarès d'aquesta edició estava format per 24 categories, destacant l'eliminació de la categoria a la millor pel·lícula per a televisió. Altres canvis, foren la introducció de nous criteris per a la preselecció de curtmetratges, que comptà amb una quota mínima en versió original en català.
La pel·lícula El 47, amb 18 nominacions, es va convertir en la cinta amb més nominacions de la història dels Premis Gaudí fins al moment.

## Premis i nominacions
L'Acadèmia del Cinema Català va fer pública la llista de nominacions el 5 de desembre de 2024, en un acte celebrat a l’Auditori de La Pedrera en el qual els actors David Verdaguer i Bruna Cusí foren els encarregats de llegir les nominacions.
La pel·lícula amb més nominacions fou El 47, que en va acumular un total de 18, superant així el rècord històric de setze nominacions que fins ara compartien les pel·lícules Incerta glòria (Agustí Villaronga, 2017) i Eva (Kike Maíllo, 2011). Les següents més nominades, amb 14 foren Casa en flames i Povo serán, amb 14 nominacions les dues.
L'actor Eduard Fernández, el més guardonat dels Premis Gaudí amb 4 premis al seu haver, va sumar una nova nominació pel seu paper a El 47, arrivant així a la seva dotzena nominació, una xifra rècord en interpretació.
El premi Gaudí d'Honor-Miquel Porter va reconèixer per primer cop en la història dels premis la figura d'un productor, atorgant-se enguany a Francesc Poch i Sabarich, més conegut artísticament com a Paco Poch.
| Pel·lícula          | Nominacions | Premis |
| ------------------- | ----------- | ------ |
| El 47               | 18          | 7      |
| Casa en flames      | 14          | 3      |
| Polvo serán         | 14          | 4      |
| Segundo premio      | 9           | 3      |
| Salve Maria         | 7           | 2      |
| Los destellos       | 4           | 0      |
| Mamífera            | 3           | 0      |
| Los pequeños amores | 3           | 0      |
| L'abadessa          | 2           | 0      |
| Calladita           | 2           | 0      |
| Escanyapobres       | 2           | 0      |

### Gaudí d'Honor-Miquel Porter
- Paco Poch[5]

### Millor pel·lícula
| Pel·lícula     | Direcció         |
| -------------- | ---------------- |
| El 47          | Marcel Barrena   |
| Casa en flames | Dani de la Orden |
| Salve Maria    | Mar Coll         |
| Mamífera       | Liliana Torres   |

### Millor pel·lícula en llengua no catalana
| Pel·lícula          | Direcció                       |
| ------------------- | ------------------------------ |
| Polvo serán         | Carlos Marqués-Marcet          |
| Los pequeños amores | Celia Rico                     |
| Los destellos       | Pilar Palomero                 |
| Segundo premio      | Isaki Lacuesta i Pol Rodríguez |

### Millor direcció
| Direcció                       | Pel·lícula     |
| ------------------------------ | -------------- |
| Isaki Lacuesta i Pol Rodríguez | Segundo premio |
| Dani de la Orden               | Casa en flames |
| Marcel Barrena                 | El 47          |
| Carlos Marqués-Marcet          | Polvo serán    |

### Millor direcció novella
| Direcció                                   | Pel·lícula      |
| ------------------------------------------ | --------------- |
| Celia Giraldo                              | Un lugar común  |
| Clara Serrano Llorens i Gerard Simó Gimeno | L'edat imminent |
| Miguel Faus                                | Calladita       |
| Mònica Cambra i Ariadna Fortuny            | Un sol radiant  |

### Millor guió original
| Guionista                                        | Pel·lícula     |
| ------------------------------------------------ | -------------- |
| Eduard Sola i Guerrero                           | Casa en flames |
| Isaki Lacuesta i Fernando Navarro                | Segundo premio |
| Marcel Barrena i Alberto Marini                  | El 47          |
| Carlos Marques-Marcet, Clara Roquet i Coral Cruz | Polvo serán    |

### Millor guió adaptat
| Guionista                    | Pel·lícula    |
| ---------------------------- | ------------- |
| Mar Coll i Valentina Viso    | Salve Maria   |
| Pilar Palomero               | Los destellos |
| Miguel Faus                  | Calladita     |
| Ibai Abad i Elisenda Gorgues | Escanyapobres |

### Millor protagonista femenina
| Actriu                | Pel·lícula     |
| --------------------- | -------------- |
| Emma Vilarasau        | Casa en flames |
| Ángela Molina         | Polvo serán    |
| Maria Rodríguez Soto  | Mamífera       |
| Patricia López Arnaiz | Los destellos  |

### Millor protagonista masculí
| Actor            | Pel·lícula     |
| ---------------- | -------------- |
| Eduard Fernández | El 47          |
| Alberto San Juan | Casa en flames |
| Alfredo Castro   | Polvo serán    |
| Enric Auquer     | Mamífera       |

### Millor interpretació revelació
| Actor/Actriu    | Pel·lícula          |
| --------------- | ------------------- |
| Laura Weissmahr | Salve Maria         |
| Aimar Vega      | Los pequeños amores |
| Mireia Vilapuig | Escanyapobres       |
| Zoe Bonafonte   | El 47               |

### Millor actriu secundària
| Actriu               | Pel·lícula          |
| -------------------- | ------------------- |
| Clara Segura         | El 47               |
| Adriana Ozores       | Los pequeños amores |
| Betsy Túrnez         | El 47               |
| Maria Rodríguez Soto | Casa en flames      |

### Millor actor secundari
| Actor               | Pel·lícula     |
| ------------------- | -------------- |
| Enric Auquer        | Casa en flames |
| David Verdaguer     | El 47          |
| Carlos Cuevas       | El 47          |
| Antonio de la Torre | Los destellos  |
| Oriol Pla           | Salve Maria    |

### Millor pel·lícula documental
| Pel·lícula                 | Direcció                                                     |
| -------------------------- | ------------------------------------------------------------ |
| Diari de la meva sextorsió | Josep Morell Feixas, Guillem Sánchez Marin i Marc M. Sarrado |
| La fugida                  | Patricia Franquesa                                           |
| La joia - Bad Gyal         | David Camarero                                               |
| Sau, la memòria submergida | Ot Burgaya                                                   |

### Millor pel·lícula d'animació
| Pel·lícula            | Direcció                        |
| --------------------- | ------------------------------- |
| Papallones negres     | David Baute                     |
| Buffalo Kids          | Juan Jesús García i Pedro Solís |
| Dalia y el libro rojo | David Bisbano                   |
| Rock Bottom           | María Trénor                    |

### Millor pel·lícula europea
| Pel·lícula             | Direcció         |
| ---------------------- | ---------------- |
| Anatomia d'una caiguda | Justine Triet    |
| La zona d'interès      | Jonathan Glazer  |
| Fulles caigudes        | Aki Kaurismäki   |
| Poor things            | Iorgos Lànthimos |

### Millor fotografia
| Director de fotografia | Pel·lícula     |
| ---------------------- | -------------- |
| Takuro Takeuchi        | Segundo premio |
| Isaac Vila             | El 47          |
| Gabriel Sandru         | Polvo serán    |
| Nilo Zimmerman         | Salve Maria    |

### Millor música original
| Compositor        | Pel·lícula     |
| ----------------- | -------------- |
| Maria Arnal       | Polvo serán    |
| Arnau Bataller    | El 47          |
| Maria Chiara Casà | Casa en flames |
| Zeltia Montes     | Salve Maria    |

### Millor muntatge
| Candidat/es         | Pel·lícula     |
| ------------------- | -------------- |
| Chiara Dainese      | Polvo serán    |
| Alberto Gutiérrez   | Casa en flames |
| Aina Calleja        | Salve Maria    |
| Nacho Ruiz Capillas | El 47          |

### Millor direcció artística
| Direcció            | Pel·lícula     |
| ------------------- | -------------- |
| Laia Ateca          | Polvo serán    |
| Irene Montcada      | L'abadessa     |
| Marta Bazaco        | El 47          |
| Núria Guàrdia Allué | Casa en flames |

### Millor vestuari
| Candidat/es                   | Pel·lícula     |
| ----------------------------- | -------------- |
| Olga Rodal i Irantzu Ortiz    | El 47          |
| Catherine Marchand i Pau Aulí | L'abadessa     |
| Pau Aulí                      | Polvo serán    |
| Lourdes Fuentes               | Segundo premio |

### Millor maquillatge i perruqueria
| Candidat/es                              | Pel·lícula     |
| ---------------------------------------- | -------------- |
| Karol Tornaria                           | El 47          |
| Anna Álvarez de Sardi i Maribel Bernales | Casa en flames |
| Natalia Albert i Marta Xipell            | Polvo serán    |
| Yolanda Piña i Inés Díaz                 | Segundo premio |

### Millors efectes visuals
| Candidat/es                                                        | Pel·lícula     |
| ------------------------------------------------------------------ | -------------- |
| Laura Canals i Iván López Hernández                                | El 47          |
| María Magnet, Marion Delgado, Iñaki Gil "Ketxu" i Sebastien Launay | Segundo premio |
| Diana Cuyàs                                                        | Polvo serán    |
| Lluís Rivera Jove, Xavi Molas i Laura Pedro                        | Casa en flames |

### Millor curtmetratge
| Curtmetratge | Direcció                                 |
| ------------ | ---------------------------------------- |
| El príncep   | Alex Sardà                               |
| Cura sana    | Lucía García Romero                      |
| Dol i fa sol | Pep Garrido i Maria Besora               |
| Els buits    | Marina Freixa, Sofia Esteve i Isa Luengo |

### Millor so
| Candidat/es                                                       | Pel·lícula     |
| ----------------------------------------------------------------- | -------------- |
| Diana Sagrista, Alejandro Castillo, Eva Valiño i Antonin Dalmasso | Segundo premio |
| Elena Coderch, Sarah Romero, Oriol Tarragó i Marc Bech            | Casa en flames |
| Eva Valiño, Fabiola Ordoyo i Yasmina Praderas                     | El 47          |
| Xavier Lavorel, Maya Baur, Kathleen Moser i Denis Séchaud         | Polvo serán    |

### Millor direcció de producció
| Direcció                     | Pel·lícula     |
| ---------------------------- | -------------- |
| Carlos Apolinario            | El 47          |
| Laia Gómez Roig              | Casa en flames |
| Carlos Amoedo                | Segundo premio |
| Mayca Sanz i Andrés Mellinas | Polvo serán    |

### Premi especial del públic
- El 47